# رينيه غودفري
رينيه غودفري (بالإنجليزية: Renee Godfrey)‏ هي مغنية وممثلة أمريكية، ولدت في 1 سبتمبر 1919 بنيويورك في الولايات المتحدة، وتوفيت في 24 مايو 1964 بلوس أنجلوس في الولايات المتحدة بسبب سرطان.

## وصلات خارجية
- رينيه غودفري على موقع IMDb (الإنجليزية)
- رينيه غودفري على موقع قاعدة بيانات الفيلم (الإنجليزية)